# Ali al-Badwawi
Ali Hamad Madhad Saif al-Badwawi (arabisch علي حمد معضد سيف البدواوي, DMG ʿAlī Ḥamad Maʿḍad Saif al-Badwāwī; * 22. Dezember 1972) ist ein ehemaliger Fußballschiedsrichter aus den Vereinigten Arabischen Emiraten. Er wurde ab 2005 bei internationalen Spielen eingesetzt und leitete regelmäßig Spiele der AFC Champions League; außerdem kam er bei sechs Spielen in der Qualifikation zur WM 2010 zum Einsatz. Al-Badwawi gehörte auch zu den Schiedsrichtern bei den Asienmeisterschaften 2007 in Südostasien und 2011 in Katar. Dabei kam er für folgende Partien zum Einsatz:

## Asienmeisterschaft 2007
Vorrunde: Indonesien – Saudi-Arabien (1:2)
Viertelfinale: Iran – Südkorea (0:0 n. V., 2:4 i. E.)
Spiel um Platz 3: Südkorea – Japan (0:0 n. V., 6:5 i. E.)

## Asienmeisterschaft 2011
Vorrunde:
- Indien – Australien (0:4)
- Jordanien – Saudi-Arabien (1:0)

Halbfinale: Usbekistan – Australien (0:6)
Ali al-Badwawi lebt in Dubai und ist Polizist.